# Лущенко Григорій Андрійович
Григорій Андрійович Лущенко (нар. 18 (5) серпня 1906, Баранівка (нині — Есманська селищна рада Шосткинського району Сумської області), Російська імперія — пом. 6 липня 1977, Запоріжжя, Українська РСР) — майор Радянської Армії, учасник німецько-радянської війни, Герой Радянського Союзу (1946).

## Біографія
Григорій Лущенко народився 5 серпня 1906 року в селі Баранівка нині Есманської селищної ради Шосткинського району (до 2021 року Глухівського району Сумської області). Після закінчення початкової школи працював помічником кочегара на цукровому заводі в Києві. У 1929 році Лущенко був призваний на службу до Робітничо-селянської Червоної армії. В 1931 році він закінчив Оренбурзьку військову авіаційну школу льотчиків і льотнабів, в 1938 році — курси штурманів при Вищому військово-морському авіаційному училищі льотчиків. З травня 1942 року — на фронтах німецько-радянської війни.
До кінця війни гвардії капітан Григорій Лущенко був штурманом ескадрильї 20-го гвардійського бомбардувального авіаполку 13-ї гвардійської бомбардувальної авіадивізії 2-го гвардійського бомбардувального авіакорпусу 18-ї повітряної армії авіації далекої дії СРСР. За час своєї участі у війні він здійснив 208 бойових вильотів на бомбардування скупчень бойової техніки і живої сили противника, його важливих об'єктів, завдавши йому великих втрат.
Указом Президії Верховної Ради СРСР від 15 травня 1946 року за зразкове виконання бойових завдань командування на фронті боротьби з німецькими загарбниками і проявлені при цьому мужність і героїзм гвардії капітан Григорій Лущенко був удостоєний високого звання Героя Радянського Союзу з врученням ордена Леніна і медалі «Золота Зірка» за номером 8295.
Після закінчення війни Григорій Лущенко продовжив службу в Радянській Армії. У 1948 році він закінчив Вищу офіцерську льотно-тактичну школу. У 1953 році в званні майора Лущенко був звільнений у запас. Проживав у Запоріжжі. Помер 6 липня 1977 року.
Був також нагороджений трьома орденами Червоного Прапора, орденами Олександра Невського, Вітчизняної війни 1-го ступеня, двома орденами Червоної Зірки, декількома медалями.

## Ушанування пам'яті
У Полтаві на честь Григорія Лущенка встановлено пам'ятний знак.
У с. Фотовиж (нині — Есманська селищна рада) 8 травня 2018 року було встановлено меморіальну дошку на честь Григорія Лущенка.